# حسين سلمان
حسين سلمان مكي (20 ديسمبر 1982) لاعب كرة قدم بحريني يلعب حاليا لصالح نادي الدرجة الأولى الرفاع البحريني في مركز الوسط المهاجم من 2016 كما يجيد اللعب في المراكز الجناح الأيمن والوسط الأيسر والجناح الأيسر والمهاجم.

## الإنجازات

### الشباب
- كأس ملك البحرين (1): 2004

### الرفاع
- الدرجة الأولى (2): 2012، 2014
- كأس ملك البحرين (1): 2010
- كأس ولي العهد (1): 2004
- كأس الاتحاد البحريني (1): 2004، 2014

### المحرق
- الدرجة الأولى (1): 2008
- كأس ملك البحرين (1): 2008

### الحد
- الدرجة الأولى (1): 2016

## الأهداف الدولية
| # | التاريخ        | الملعب           | الخصم     | التسجيل | النتيجة | المنافسة             |
| - | -------------- | ---------------- | --------- | ------- | ------- | -------------------- |
|   | 12 يناير 2007  | دبي، الإمارات    | اليمن     | 4–0     | فوز     | ودية                 |
|   | 23 ديسمبر 2008 | المنامة، البحرين | السعودية  | 1–0     | فوز     | ودية                 |
|   | 18 نوفمبر 2009 | المنامة، البحرين | اليمن     | 4–0     | فوز     | تصفيات كأس آسيا 2011 |
|   | 12 أكتوبر 2010 | المنامة، البحرين | أوزبكستان | 2–4     | خسارة   | ودية                 |

## روابط خارجية
- حسين سلمان على موقع قاعدة بيانات كرة القدم.إي يو (الإنجليزية)
- حسين سلمان على موقع ناشيونال فوتبول تيمز (الإنجليزية)
- حسين سلمان على موقع Soccerway.com (الإنجليزية)